# 1240
Portal Geschichte | Portal Biografien | Aktuelle Ereignisse | Jahreskalender | Tagesartikel

◄ |
12. Jahrhundert |
13. Jahrhundert
| 14. Jahrhundert | ►

◄ |
1210er |
1220er |
1230er |
1240er
| 1250er | 1260er | 1270er | ►

◄◄ |
◄ |
1236 |
1237 |
1238 |
1239 |
1240
| 1241 | 1242 | 1243 | 1244 | ► | ►►
Staatsoberhäupter  · Nekrolog
| Januar | Januar | Januar | Januar | Januar | Januar | Januar | Januar |
| Kw     | Mo     | Di     | Mi     | Do     | Fr     | Sa     | So     |
| ------ | ------ | ------ | ------ | ------ | ------ | ------ | ------ |
| 52     |        |        |        |        |        |        | 1      |
| 1      | 2      | 3      | 4      | 5      | 6      | 7      | 8      |
| 2      | 9      | 10     | 11     | 12     | 13     | 14     | 15     |
| 3      | 16     | 17     | 18     | 19     | 20     | 21     | 22     |
| 4      | 23     | 24     | 25     | 26     | 27     | 28     | 29     |
| 5      | 30     | 31     |        |        |        |        |        |

| Februar | Februar | Februar | Februar | Februar | Februar | Februar | Februar |
| Kw      | Mo      | Di      | Mi      | Do      | Fr      | Sa      | So      |
| ------- | ------- | ------- | ------- | ------- | ------- | ------- | ------- |
| 5       |         |         | 1       | 2       | 3       | 4       | 5       |
| 6       | 6       | 7       | 8       | 9       | 10      | 11      | 12      |
| 7       | 13      | 14      | 15      | 16      | 17      | 18      | 19      |
| 8       | 20      | 21      | 22      | 23      | 24      | 25      | 26      |
| 9       | 27      | 28      | 29      |         |         |         |         |

| März | März | März | März | März | März | März | März |
| Kw   | Mo   | Di   | Mi   | Do   | Fr   | Sa   | So   |
| ---- | ---- | ---- | ---- | ---- | ---- | ---- | ---- |
| 9    |      |      |      | 1    | 2    | 3    | 4    |
| 10   | 5    | 6    | 7    | 8    | 9    | 10   | 11   |
| 11   | 12   | 13   | 14   | 15   | 16   | 17   | 18   |
| 12   | 19   | 20   | 21   | 22   | 23   | 24   | 25   |
| 13   | 26   | 27   | 28   | 29   | 30   | 31   |      |

| April | April | April | April | April | April | April | April |
| Kw    | Mo    | Di    | Mi    | Do    | Fr    | Sa    | So    |
| ----- | ----- | ----- | ----- | ----- | ----- | ----- | ----- |
| 13    |       |       |       |       |       |       | 1     |
| 14    | 2     | 3     | 4     | 5     | 6     | 7     | 8     |
| 15    | 9     | 10    | 11    | 12    | 13    | 14    | 15    |
| 16    | 16    | 17    | 18    | 19    | 20    | 21    | 22    |
| 17    | 23    | 24    | 25    | 26    | 27    | 28    | 29    |
| 18    | 30    |       |       |       |       |       |       |

| Mai | Mai | Mai | Mai | Mai | Mai | Mai | Mai |
| Kw  | Mo  | Di  | Mi  | Do  | Fr  | Sa  | So  |
| --- | --- | --- | --- | --- | --- | --- | --- |
| 18  |     | 1   | 2   | 3   | 4   | 5   | 6   |
| 19  | 7   | 8   | 9   | 10  | 11  | 12  | 13  |
| 20  | 14  | 15  | 16  | 17  | 18  | 19  | 20  |
| 21  | 21  | 22  | 23  | 24  | 25  | 26  | 27  |
| 22  | 28  | 29  | 30  | 31  |     |     |     |

| Juni | Juni | Juni | Juni | Juni | Juni | Juni | Juni |
| Kw   | Mo   | Di   | Mi   | Do   | Fr   | Sa   | So   |
| ---- | ---- | ---- | ---- | ---- | ---- | ---- | ---- |
| 22   |      |      |      |      | 1    | 2    | 3    |
| 23   | 4    | 5    | 6    | 7    | 8    | 9    | 10   |
| 24   | 11   | 12   | 13   | 14   | 15   | 16   | 17   |
| 25   | 18   | 19   | 20   | 21   | 22   | 23   | 24   |
| 26   | 25   | 26   | 27   | 28   | 29   | 30   |      |

| Juli | Juli | Juli | Juli | Juli | Juli | Juli | Juli |
| Kw   | Mo   | Di   | Mi   | Do   | Fr   | Sa   | So   |
| ---- | ---- | ---- | ---- | ---- | ---- | ---- | ---- |
| 26   |      |      |      |      |      |      | 1    |
| 27   | 2    | 3    | 4    | 5    | 6    | 7    | 8    |
| 28   | 9    | 10   | 11   | 12   | 13   | 14   | 15   |
| 29   | 16   | 17   | 18   | 19   | 20   | 21   | 22   |
| 30   | 23   | 24   | 25   | 26   | 27   | 28   | 29   |
| 31   | 30   | 31   |      |      |      |      |      |

| August | August | August | August | August | August | August | August |
| Kw     | Mo     | Di     | Mi     | Do     | Fr     | Sa     | So     |
| ------ | ------ | ------ | ------ | ------ | ------ | ------ | ------ |
| 31     |        |        | 1      | 2      | 3      | 4      | 5      |
| 32     | 6      | 7      | 8      | 9      | 10     | 11     | 12     |
| 33     | 13     | 14     | 15     | 16     | 17     | 18     | 19     |
| 34     | 20     | 21     | 22     | 23     | 24     | 25     | 26     |
| 35     | 27     | 28     | 29     | 30     | 31     |        |        |

| September | September | September | September | September | September | September | September |
| Kw        | Mo        | Di        | Mi        | Do        | Fr        | Sa        | So        |
| --------- | --------- | --------- | --------- | --------- | --------- | --------- | --------- |
| 35        |           |           |           |           |           | 1         | 2         |
| 36        | 3         | 4         | 5         | 6         | 7         | 8         | 9         |
| 37        | 10        | 11        | 12        | 13        | 14        | 15        | 16        |
| 38        | 17        | 18        | 19        | 20        | 21        | 22        | 23        |
| 39        | 24        | 25        | 26        | 27        | 28        | 29        | 30        |

| Oktober | Oktober | Oktober | Oktober | Oktober | Oktober | Oktober | Oktober |
| Kw      | Mo      | Di      | Mi      | Do      | Fr      | Sa      | So      |
| ------- | ------- | ------- | ------- | ------- | ------- | ------- | ------- |
| 40      | 1       | 2       | 3       | 4       | 5       | 6       | 7       |
| 41      | 8       | 9       | 10      | 11      | 12      | 13      | 14      |
| 42      | 15      | 16      | 17      | 18      | 19      | 20      | 21      |
| 43      | 22      | 23      | 24      | 25      | 26      | 27      | 28      |
| 44      | 29      | 30      | 31      |         |         |         |         |

| November | November | November | November | November | November | November | November |
| Kw       | Mo       | Di       | Mi       | Do       | Fr       | Sa       | So       |
| -------- | -------- | -------- | -------- | -------- | -------- | -------- | -------- |
| 44       |          |          |          | 1        | 2        | 3        | 4        |
| 45       | 5        | 6        | 7        | 8        | 9        | 10       | 11       |
| 46       | 12       | 13       | 14       | 15       | 16       | 17       | 18       |
| 47       | 19       | 20       | 21       | 22       | 23       | 24       | 25       |
| 48       | 26       | 27       | 28       | 29       | 30       |          |          |

| Dezember | Dezember | Dezember | Dezember | Dezember | Dezember | Dezember | Dezember |
| Kw       | Mo       | Di       | Mi       | Do       | Fr       | Sa       | So       |
| -------- | -------- | -------- | -------- | -------- | -------- | -------- | -------- |
| 48       |          |          |          |          |          | 1        | 2        |
| 49       | 3        | 4        | 5        | 6        | 7        | 8        | 9        |
| 50       | 10       | 11       | 12       | 13       | 14       | 15       | 16       |
| 51       | 17       | 18       | 19       | 20       | 21       | 22       | 23       |
| 52       | 24       | 25       | 26       | 27       | 28       | 29       | 30       |
| 1        | 31       |          |          |          |          |          |          |

| Januar | Januar | Januar | Januar | Januar | Januar | Januar | Januar |
| Kw     | Mo     | Di     | Mi     | Do     | Fr     | Sa     | So     |
| ------ | ------ | ------ | ------ | ------ | ------ | ------ | ------ |
| 52     |        |        |        |        |        |        | 1      |
| 1      | 2      | 3      | 4      | 5      | 6      | 7      | 8      |
| 2      | 9      | 10     | 11     | 12     | 13     | 14     | 15     |
| 3      | 16     | 17     | 18     | 19     | 20     | 21     | 22     |
| 4      | 23     | 24     | 25     | 26     | 27     | 28     | 29     |
| 5      | 30     | 31     |        |        |        |        |        |

| Februar | Februar | Februar | Februar | Februar | Februar | Februar | Februar |
| Kw      | Mo      | Di      | Mi      | Do      | Fr      | Sa      | So      |
| ------- | ------- | ------- | ------- | ------- | ------- | ------- | ------- |
| 5       |         |         | 1       | 2       | 3       | 4       | 5       |
| 6       | 6       | 7       | 8       | 9       | 10      | 11      | 12      |
| 7       | 13      | 14      | 15      | 16      | 17      | 18      | 19      |
| 8       | 20      | 21      | 22      | 23      | 24      | 25      | 26      |
| 9       | 27      | 28      | 29      |         |         |         |         |

| März | März | März | März | März | März | März | März |
| Kw   | Mo   | Di   | Mi   | Do   | Fr   | Sa   | So   |
| ---- | ---- | ---- | ---- | ---- | ---- | ---- | ---- |
| 9    |      |      |      | 1    | 2    | 3    | 4    |
| 10   | 5    | 6    | 7    | 8    | 9    | 10   | 11   |
| 11   | 12   | 13   | 14   | 15   | 16   | 17   | 18   |
| 12   | 19   | 20   | 21   | 22   | 23   | 24   | 25   |
| 13   | 26   | 27   | 28   | 29   | 30   | 31   |      |

| April | April | April | April | April | April | April | April |
| Kw    | Mo    | Di    | Mi    | Do    | Fr    | Sa    | So    |
| ----- | ----- | ----- | ----- | ----- | ----- | ----- | ----- |
| 13    |       |       |       |       |       |       | 1     |
| 14    | 2     | 3     | 4     | 5     | 6     | 7     | 8     |
| 15    | 9     | 10    | 11    | 12    | 13    | 14    | 15    |
| 16    | 16    | 17    | 18    | 19    | 20    | 21    | 22    |
| 17    | 23    | 24    | 25    | 26    | 27    | 28    | 29    |
| 18    | 30    |       |       |       |       |       |       |

| Mai | Mai | Mai | Mai | Mai | Mai | Mai | Mai |
| Kw  | Mo  | Di  | Mi  | Do  | Fr  | Sa  | So  |
| --- | --- | --- | --- | --- | --- | --- | --- |
| 18  |     | 1   | 2   | 3   | 4   | 5   | 6   |
| 19  | 7   | 8   | 9   | 10  | 11  | 12  | 13  |
| 20  | 14  | 15  | 16  | 17  | 18  | 19  | 20  |
| 21  | 21  | 22  | 23  | 24  | 25  | 26  | 27  |
| 22  | 28  | 29  | 30  | 31  |     |     |     |

| Juni | Juni | Juni | Juni | Juni | Juni | Juni | Juni |
| Kw   | Mo   | Di   | Mi   | Do   | Fr   | Sa   | So   |
| ---- | ---- | ---- | ---- | ---- | ---- | ---- | ---- |
| 22   |      |      |      |      | 1    | 2    | 3    |
| 23   | 4    | 5    | 6    | 7    | 8    | 9    | 10   |
| 24   | 11   | 12   | 13   | 14   | 15   | 16   | 17   |
| 25   | 18   | 19   | 20   | 21   | 22   | 23   | 24   |
| 26   | 25   | 26   | 27   | 28   | 29   | 30   |      |

| Juli | Juli | Juli | Juli | Juli | Juli | Juli | Juli |
| Kw   | Mo   | Di   | Mi   | Do   | Fr   | Sa   | So   |
| ---- | ---- | ---- | ---- | ---- | ---- | ---- | ---- |
| 26   |      |      |      |      |      |      | 1    |
| 27   | 2    | 3    | 4    | 5    | 6    | 7    | 8    |
| 28   | 9    | 10   | 11   | 12   | 13   | 14   | 15   |
| 29   | 16   | 17   | 18   | 19   | 20   | 21   | 22   |
| 30   | 23   | 24   | 25   | 26   | 27   | 28   | 29   |
| 31   | 30   | 31   |      |      |      |      |      |

| August | August | August | August | August | August | August | August |
| Kw     | Mo     | Di     | Mi     | Do     | Fr     | Sa     | So     |
| ------ | ------ | ------ | ------ | ------ | ------ | ------ | ------ |
| 31     |        |        | 1      | 2      | 3      | 4      | 5      |
| 32     | 6      | 7      | 8      | 9      | 10     | 11     | 12     |
| 33     | 13     | 14     | 15     | 16     | 17     | 18     | 19     |
| 34     | 20     | 21     | 22     | 23     | 24     | 25     | 26     |
| 35     | 27     | 28     | 29     | 30     | 31     |        |        |

| September | September | September | September | September | September | September | September |
| Kw        | Mo        | Di        | Mi        | Do        | Fr        | Sa        | So        |
| --------- | --------- | --------- | --------- | --------- | --------- | --------- | --------- |
| 35        |           |           |           |           |           | 1         | 2         |
| 36        | 3         | 4         | 5         | 6         | 7         | 8         | 9         |
| 37        | 10        | 11        | 12        | 13        | 14        | 15        | 16        |
| 38        | 17        | 18        | 19        | 20        | 21        | 22        | 23        |
| 39        | 24        | 25        | 26        | 27        | 28        | 29        | 30        |

| Oktober | Oktober | Oktober | Oktober | Oktober | Oktober | Oktober | Oktober |
| Kw      | Mo      | Di      | Mi      | Do      | Fr      | Sa      | So      |
| ------- | ------- | ------- | ------- | ------- | ------- | ------- | ------- |
| 40      | 1       | 2       | 3       | 4       | 5       | 6       | 7       |
| 41      | 8       | 9       | 10      | 11      | 12      | 13      | 14      |
| 42      | 15      | 16      | 17      | 18      | 19      | 20      | 21      |
| 43      | 22      | 23      | 24      | 25      | 26      | 27      | 28      |
| 44      | 29      | 30      | 31      |         |         |         |         |

| November | November | November | November | November | November | November | November |
| Kw       | Mo       | Di       | Mi       | Do       | Fr       | Sa       | So       |
| -------- | -------- | -------- | -------- | -------- | -------- | -------- | -------- |
| 44       |          |          |          | 1        | 2        | 3        | 4        |
| 45       | 5        | 6        | 7        | 8        | 9        | 10       | 11       |
| 46       | 12       | 13       | 14       | 15       | 16       | 17       | 18       |
| 47       | 19       | 20       | 21       | 22       | 23       | 24       | 25       |
| 48       | 26       | 27       | 28       | 29       | 30       |          |          |

| Dezember | Dezember | Dezember | Dezember | Dezember | Dezember | Dezember | Dezember |
| Kw       | Mo       | Di       | Mi       | Do       | Fr       | Sa       | So       |
| -------- | -------- | -------- | -------- | -------- | -------- | -------- | -------- |
| 48       |          |          |          |          |          | 1        | 2        |
| 49       | 3        | 4        | 5        | 6        | 7        | 8        | 9        |
| 50       | 10       | 11       | 12       | 13       | 14       | 15       | 16       |
| 51       | 17       | 18       | 19       | 20       | 21       | 22       | 23       |
| 52       | 24       | 25       | 26       | 27       | 28       | 29       | 30       |
| 1        | 31       |          |          |          |          |          |          |

## Ereignisse

### Politik und Weltgeschehen

#### Nord- und Osteuropa
- 15. Juli: Alexander Newski, Fürst von Nowgorod, besiegt die Schweden unter Birger Jarl in der Schlacht an der Newa.

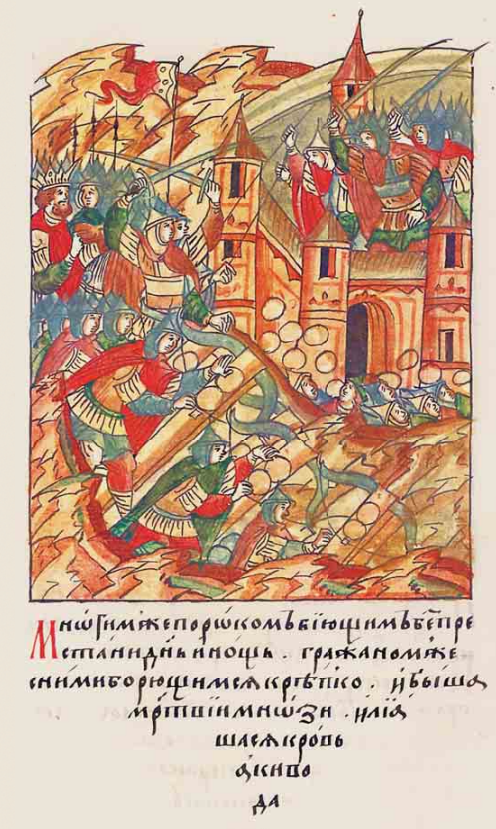
Belagerung von Kiew

- 28. November: Mongolische Truppen unter der Führung Batu Khans beginnen die Belagerung von Kiew, einer der wichtigsten Städte des Fürstentums Halytsch-Wolodymyr. Die Stadtmauern werden mit Katapulten beschossen. Fürst Daniel Romanowitsch von Galizien flüchtet nach Westen, als sich die Eroberung der Stadt abzeichnet.
- 6. Dezember: Die Mongolen erobern und zerstören Kiew. Rund 30.000 Menschen werden massakriert, nur rund 2.000 am Leben gelassen. Im Anschluss setzt Batu Khan seinen Eroberungszug nach Westen fort.
- Der Deutsche Orden erobert Pskow.

#### Ayyubiden/Kreuzzüge
- Ende Mai/Anfang Juni: al-Adil II., Sultan der Ayyubiden in Ägypten, wird in einer Palastrevolte von seinen eigenen Ministern abgesetzt und gefangen genommen. Sein Halbbruder as-Salih Ayyub wird eingeladen, den Thron zu übernehmen.
- Sommer: Da der neue ägyptische Sultan auch die Herrschaft über Damaskus für sich beansprucht, schließen der dortige Sultan as-Salih Ismail und an-Nasir Dawud ein Bündnis mit dem im Vorjahr eingetroffenen Kreuzzug der Barone unter Theobald von Champagne. Sie übergeben Galiläa mit mehreren Festungen an die Kreuzfahrer.
- September: Theobald von Champagne, der der politischen Wirren im Heiligen Land überdrüssig ist, tritt nach Ablauf des Verpflichtungsgelübdes und nach einem Besuch der heiligen Stätten in Jerusalem mit einem Großteil des Kreuzzugsheers die Heimreise nach Frankreich an.
- 11. Oktober: Ein aus England kommendes zweites Kreuzzugsheer unter der Führung Richard von Cornwalls trifft in Akkon ein.
- Ende des Jahres: Da das Bündnis mit den Kreuzfahrern auf weitgehende Ablehnung in der arabischen Welt stößt und sich große Teile der Truppen weigern, an der Seite der Christen gegen Ayyub in Ägypten zu kämpfen, schließen die Kreuzfahrer ein Neutralitätsabkommen mit as-Salih Ayyub. Darin werden ihnen sämtliche Gebiete westlich des Jordans über Jerusalem bis Askalon überlassen.
- Der koptische ägyptische Schreiber 'Abul Fada'il Ibn al-'Assal hält das Gesetzbuch Fetha Negest schriftlich fest. Der Verfasser nutzt für seine Gesetze zum Teil apostolische Schriften und darüber hinaus frühere Gesetzestexte byzantinischer Herrscher.

#### West- und Südeuropa
- Raimund II. Trencavel fällt mit einem großteils aus Faydits bestehenden Heer im Languedoc ein, um die Grafschaft Carcassonne für sich zurückzugewinnen. Er erobert die Burg Aguilar sowie Montréal und schließt Carcassonne ein. Allerdings gelingt es dem königlichen Seneschall, Guillaume des Ormes, noch rechtzeitig ein Hilfsgesuch an den königlichen Hof zu entsenden, so dass dieser ein Entsatzheer unter dem königlichen Kämmerer Jean de Beaumont und dem Vizegrafen Gottfried VI. von Châteaudun in den Süden entsenden kann. Da die Grafen des Südens ihm ihre Unterstützung verweigert haben, muss Trencavel angesichts dieser Bedrohung am 11. Oktober die Belagerung abbrechen und nach Montréal fliehen, wo er nun seinerseits belagert wird.

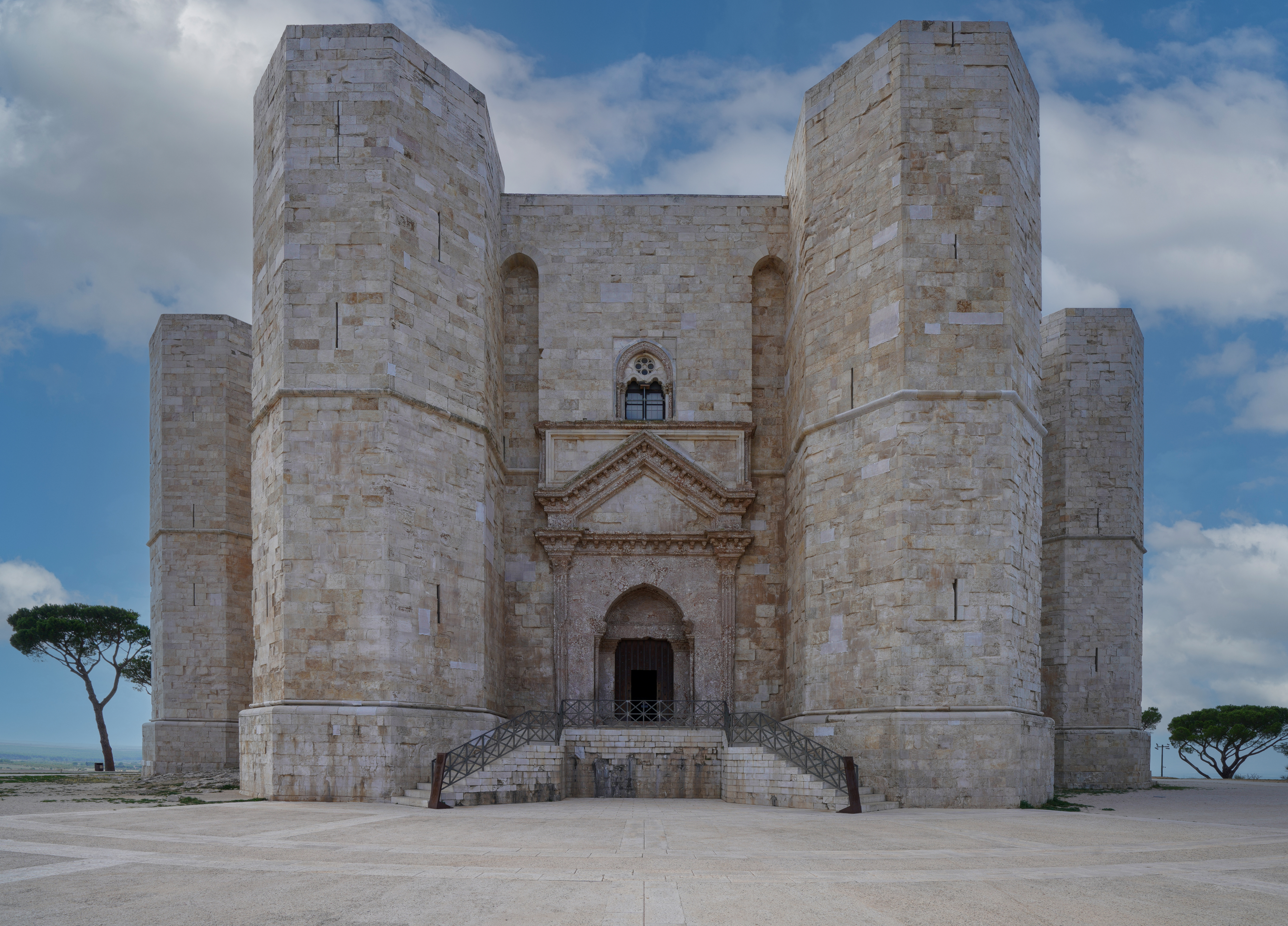
Castel del Monte

- In Andria in Apulien beginnt im Auftrag des Stauferkaisers Friedrich II. der Bau des Castel del Monte.

#### Heiliges Römisches Reich
- Die Stadt München geht aus dem Besitz des Bistums Freising in den des Hauses Wittelsbach über. Herzog Otto II. von Bayern erhält damit die Herrschaft über die Stadt.
- Rudolf I. wird Graf von Habsburg, nachdem die Nachricht vom Tod seines Vaters Albrecht IV. aus dem Heiligen Land eingetroffen ist.

#### Britische Inseln

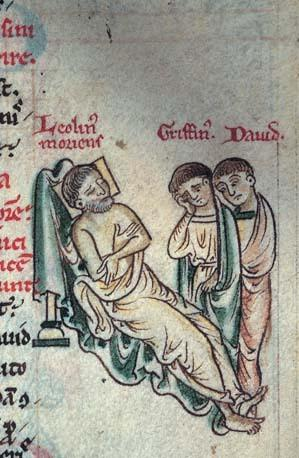
Dafydd ap Llywelyn (rechts) betrauert mit seinem Bruder Gruffydd seinen toten Vater

- Nach dem Tod von Llywelyn ab Iorwerth wird sein Sohn Dafydd ap Llywelyn Fürst von Gwynedd in Nordwales. Er wird allerdings zum Vasallen des englischen Königs Heinrich III., dem die kleineren walisischen Fürsten huldigen müssen.
- August: Dafydd setzt seinen älteren unehelichen Halbbruder Gruffydd ap Llywelyn Fawr und dessen Sohn Owain Goch gefangen und inhaftiert sie in Criccieth Castle, um etwaige Thronstreitigkeiten bereits im Keim zu ersticken.

#### Stadtrechte, Privilegien und urkundliche Ersterwähnungen
- Kaiser Friedrich II. schenkt dem Schweizer Kanton Schwyz die Reichsfreiheit.

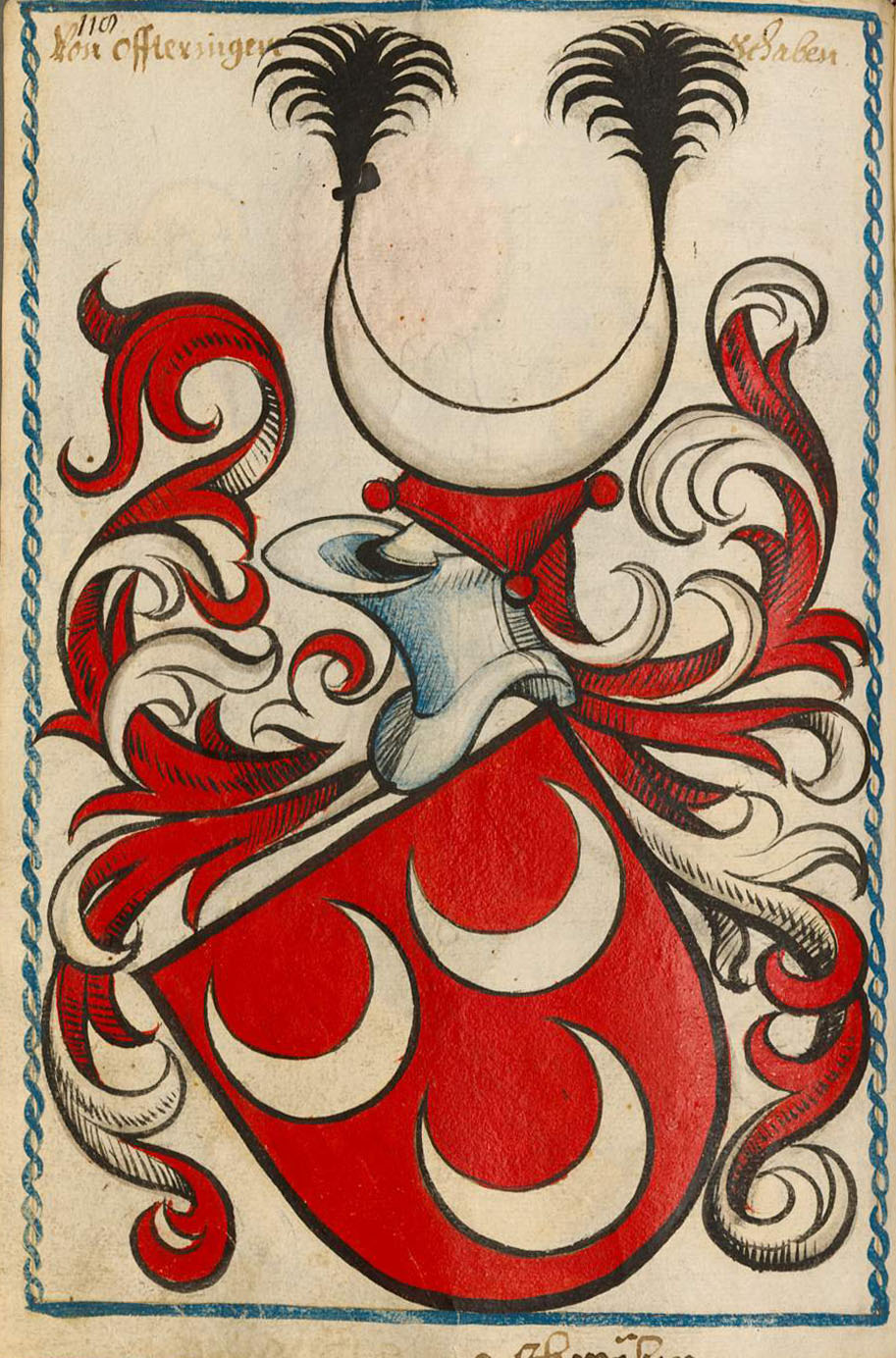
Wappen der Ritter von Ofteringen im Scheiblerschen Wappenbuch

- Ofteringen und Schloss Ofteringen werden als Besitz der Herren von Ofteringen erstmals urkundlich erwähnt.
- Erste urkundliche Erwähnung von Baindt, Betschwanden, Chancy, Gansingen, Haslach im Kinzigtal, Häutligen, Hohenselchow, Lauterbrunnen, Leibstadt, Oberburg, Scherz und Schwanden.
- Einbeck erhält die Stadtrechte.

### Wirtschaft
- Frankfurt am Main erhält als erste deutsche Stadt das Messeprivileg. Die Stadt wird zum Zentrum des europäischen Warenverkehrs.

### Wissenschaft und Technik
- Die Universität Siena wird gegründet.
- Kaiser Friedrich II. erlässt eine Verordnung, die das medizinische Studium regelt. Der Lehrplan besteht aus 3 Jahren Logik, 5 Jahren Medizin (einschließlich der Chirurgie und der Anatomie einschließlich der Autopsie menschlicher Körper) und einer einjährigen Praxis bei einem Arzt.

### Kultur
- 1230/1240: Das Kudrun-Epos entsteht.

### Religion
- Nach dem Tod von Germanos II. Nauplios im Juni wird Methodios II., bislang Hegumen (Abt) des Hyazinth-Klosters, als sein Nachfolger als Patriarch von Konstantinopel im Exil in Nikaia eingesetzt. Er stirbt allerdings schon nach drei Monaten. Danach kommt es zu einer dreijährigen Vakanz.
- Das Kloster Sterkrade wird als Filiale des Klosters Duissern gestiftet.
- um 1240: Das Kloster Gerka wird von Kloster Klaarkamp aus gegründet und besiedelt.
- um 1240: Das jüdische Gebetbuch Amsterdam Machsor wird gefertigt.

### Natur und Umwelt
- 27. Januar: Der Große Komet C/1240 B1 erscheint und wird über einen Zeitraum von mehreren Wochen in Japan, China und Europa beobachtet. Der Komet erreicht am 2. Februar eine scheinbare Helligkeit von 0 mag. Weitere Beobachtungen erfolgen noch am 5. und 12. Februar, sowie am 13. und 21. Februar, als sein Schweif immer noch schwach sichtbar ist.

## Geboren

### Genaues Geburtsdatum unbekannt
- April: Simon VI. de Montfort, englischer Adeliger und Militär († 1271)
- um den 5. Oktober: Margarete von England, Königin von Schottland († 1275)
- Abraham ben Samuel Abulafia, aragonesischer Rabbiner, Philosoph, Kabbalist und Mystiker († 1291/1292)
- Albrecht der Entartete, Landgraf von Thüringen und Markgraf von Meißen († 1314)
- Niccolo di Boccasio, unter dem Namen Benedikt XI. Papst († 1304)
- Elisabeth von Cumania, Königin von Ungarn († 1290)
- Heinrich VI., Graf von Luxemburg und Arlon († 1288)
- Alexander Lüneburg, Ratsherr und Bürgermeister in Lübeck († 1302)
- Magnus I., König von Schweden († 1290)
- Peter III., König von Aragonien und Graf von Barcelona, König von Valencia, König von Sizilien († 1285)
- Song Duzong, Kaiser von China († 1274)

### Geboren um 1240
- Abū l-Barakāt an-Nasafī, hanafitischer Rechtsgelehrter und Theologe aus Transoxanien († 1310)
- Brynolf Algotsson, Bischof von Skara († 1317)
- Andronikos II. Komnenos, Kaiser und Großkomnene von Trapezunt († 1266)
- Bernard de Castanet, Bischof von Albi († 1317)
- Yunus Emre, türkischer Dichter und Mystiker (Sufi) der Bektaschi-Tariqa († 1321)
- William Ferrers, englischer Adeliger († 1287)
- Johannes I. von Blankenfelde, Berliner Patrizier und Bürgermeister († 1320)
- Johannes I. Dukas Komnenos, Herrscher in Thessalien und Zentralgriechenland († vor 1289)
- John fitz John, englischer Adeliger und Rebellenführer († 1275)
- Konrad I., Markgraf von Brandenburg († 1304)
- Luitgard, Pfalzgräfin von Tübingen und Erbin von Horb († 1309)
- Wilhelm von Tocco, italienischer Mönch († um 1323)
- William of Louth, englischer Beamter und Geistlicher († 1298)
- 1240/1245: Arnolfo di Cambio, italienischer Architekt und Bildhauer († 1302/1310)
- 1240/1245: Dietrich von Freiberg, deutscher Philosoph, Theologe und Physiker, Dominikaner und Provinzial († nach 1310)

## Gestorben

### Erstes Halbjahr
- 17. Januar: Isabella Marshall, Countess of Pembroke, englische Adelige (* 1200)
- 23. Januar: Albert von Pisa, Generalminister des Franziskanerordens (* um 1200)
- Januar: Pilgrim von Prag, Bischof von Prag

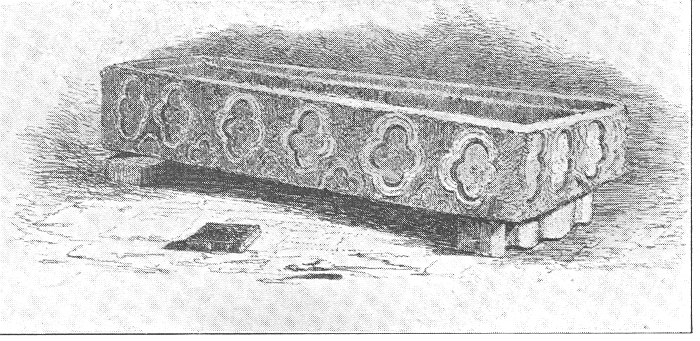
Llywelyns Steinsarg

- 11. April: Llywelyn ab Iorwerth, Fürst von Gwynedd in Nordwales (* 1173)
- 1. Mai: Ekkehard Rabil, Bischof von Merseburg
- 1. Mai: Jakob von Vitry, Kardinalbischof von Tusculum und Bischof von Akkon (* um 1160/70)
- 24. Mai: Skule Bårdsson, Jarl und letzter Gegenkönig von Norwegen (* um 1189)
- 24. Juni: Heinrich I., Bischof von Meißen
- Juni: Germanos II. Nauplios, Patriarch von Konstantinopel im Exil in Nikaia

### Zweites Halbjahr
- 22. Juli: John de Lacy, 1. Earl of Lincoln, englischer Magnat (* um 1192)

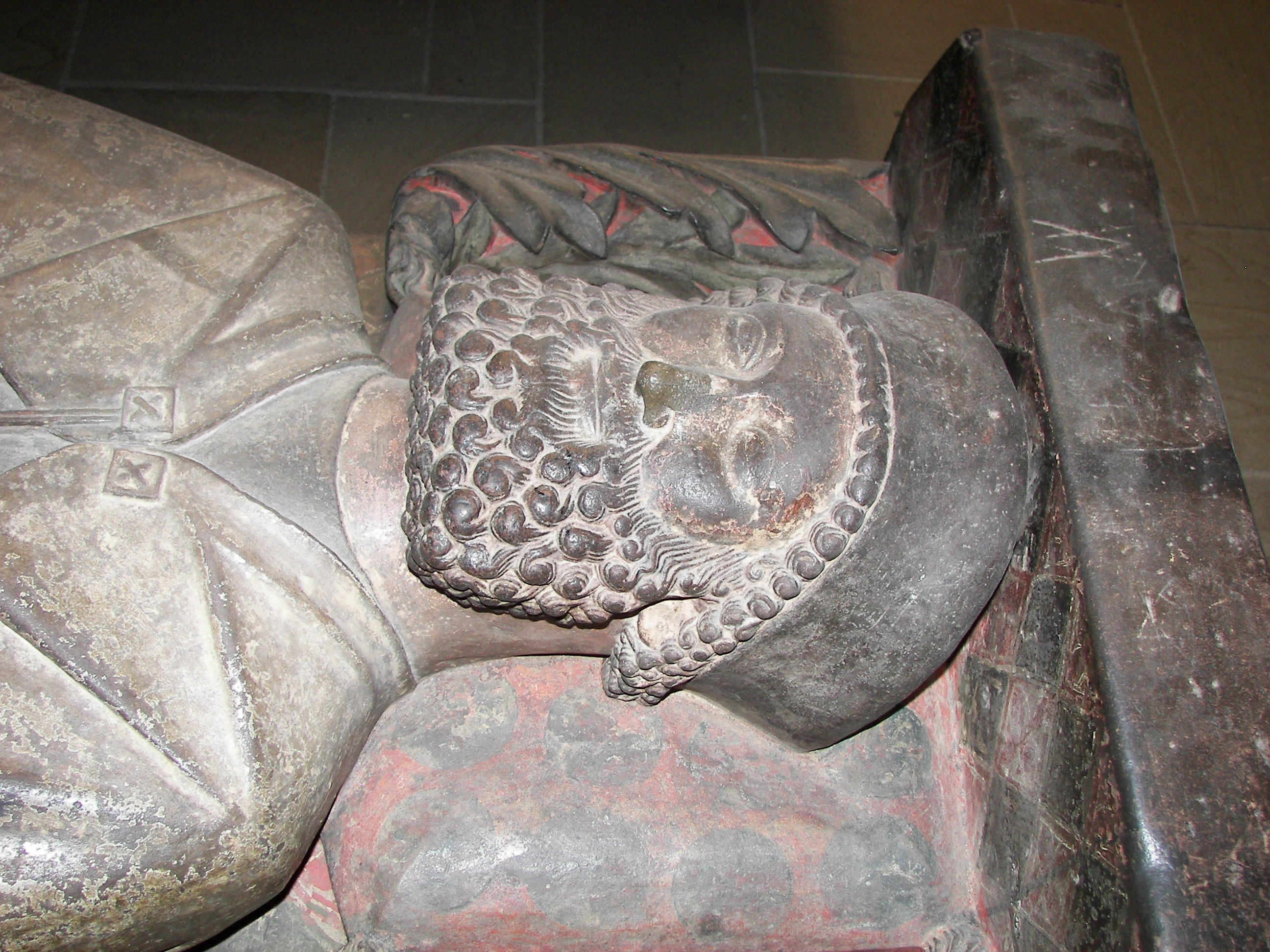
Grablege Konrads von Thüringen in Marburg

- 24. Juli: Konrad von Thüringen, Hochmeister des Deutschen Ordens (* um 1206)
- 4. August: Ludmilla von Böhmen, Herzogin von Bayern (* um 1170)
- um den 25. August: Heinrich II. von Barmstede, holsteinischer Adeliger
- 31. August: Raimund Nonnatus, katalanischer Heiliger und Kardinal (* um 1202)
- 17. Oktober: Robert von England, Bischof von Olmütz

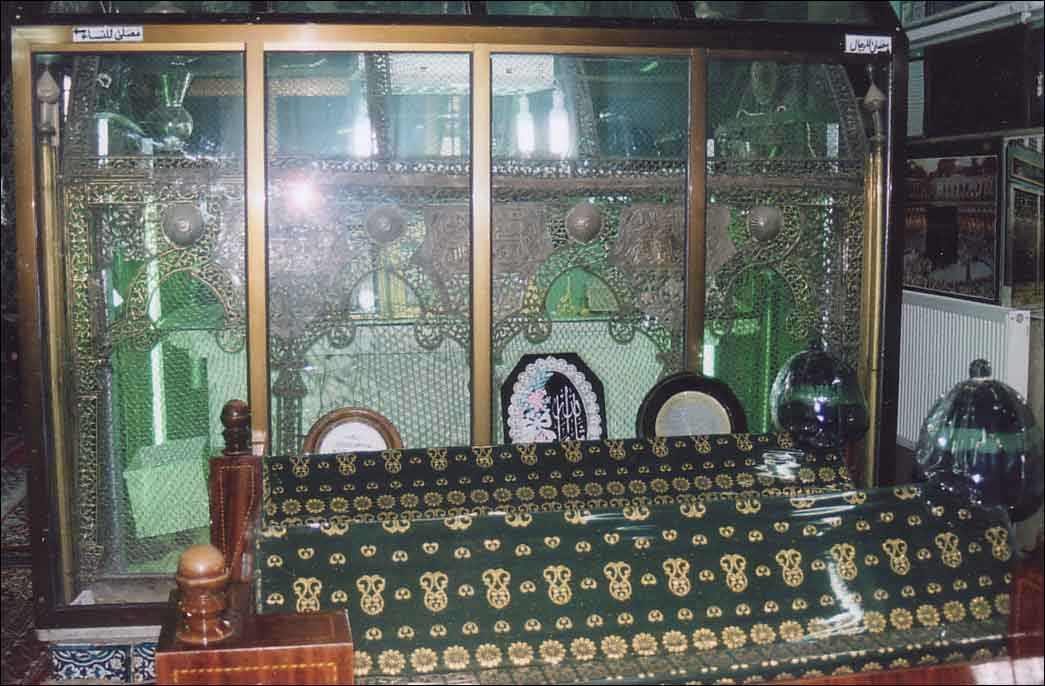
Ibn Arabis Kenotaph im Glaskasten in seinem Grabbau (Qubba) im Distrikt al-Salihiya am Nordrand von Damaskus am Fuß des Dschabal Qāsiyūn

- 16. November: Muhyī d-Dīn Ibn ʿArabī, islamischer Mystiker/Sufi und Reisender aus dem maurischen Spanien (* 1165)
- 16. November: Edmund Rich, englischer Philosoph und Theologe, Erzbischof von Canterbury (* um 1174)
- Herbst: Methodios II., Patriarch von Konstantinopel im Exil in Nikaia

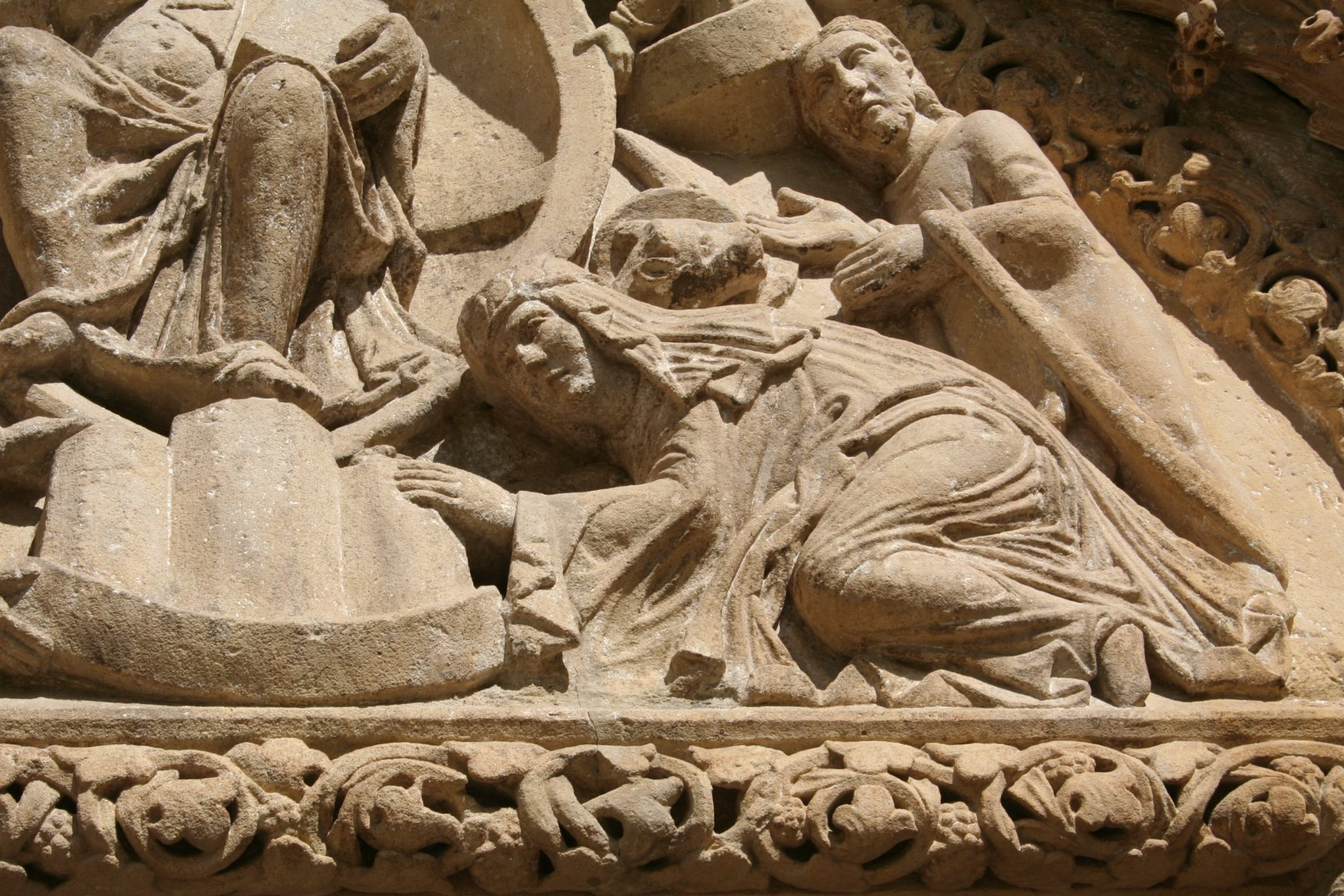
Konstanze von Ungarn, Tympanon, Kloster Porta Coeli

- 6. Dezember: Konstanze von Ungarn, Königin von Böhmen (* um 1180)

### Genaues Todesdatum unbekannt
- Abraham ben Samuel ibn Chasdai, jüdischer Übersetzer und Dichter in Barcelona
- Balian Garnier, Graf von Sidon (* um 1195)
- Johannes Dukas Batatzes, byzantinischer Aristokrat im Kaiserreich Nikaia (* um 1215)
- John FitzRobert, englischer Adliger und Rebell (* um 1190)
- Miroslawa von Pommerellen, Herzogin von Pommern
- Raziah, Sultanin im indischen Sultanat von Delhi (* 1205)
- Serapion, Mönch des Mercedarier-Ordens und Märtyrer (* um 1175)
- William de Warenne, 5. Earl of Surrey, englischer Adeliger (* 1166)

### Gestorben um 1240
- Hartmann I., Graf von Württemberg (* um 1160)
- 1240/45: Eberhard von Rohrdorf, Abt der Reichsabtei Salem (* um 1160)